# Щепетнёв, Василий Павлович
Васи́лий Па́влович Щепетнёв (родился 28 октября 1955 года, в Молдове (село Новый Тыршицей Распопенского района Молдавской ССР) — российский писатель-фантаст. Псевдонимы: Соломон Нафферт, Кевин Ройстон, Владимир Хомяков.

## Биография
Родился в Молдове в 1955 году. В 1960 году переехал в Воронежскую область.
В 1979 году окончил Воронежский медицинский институт. Начал публиковаться в начале 1990-х в журналах «64 — Шахматное обозрение» и «Уральский следопыт»
С 1997 года колумнист еженедельника «Компьютерра». В 1998—2000 годах вместе с другим воронежским фантастом Борисом Ивановым и молодыми фантастами из разных стран СНГ издавал сетевой «фантастический журнал» «Rara Avis» («Редкая птица»), являясь его редактором.
Совмещает писательскую деятельность и работу врача. Увлекается шахматами. Рейтинг ICCF — 2331. Живёт в Воронеже, один из модераторов шахматного сайта Crestbook.com.

### Конфликт с телеканалом «Россия-К»
В 2018 г. Василий Щепетнев обратился с открытым письмом к руководству телеканала «Россия — Культура», в котором обвинил в плагиате создателей фильма «Египетские боги Петра Ольденбургского».
Фильм рассказывает о члене императорского дома Петре Ольденбургском, который нашел артефакты, доказывающие, что египетский пантеон пришел в Египет «из Черной Земли Воронежа», а пригород Рамонь является святилищем бога Амона-Ра. Как утверждает писатель, данный сюжет содержится в его рассказе, опубликованном 15 лет назад. Фантастическая история о том, как Петр Ольденбургский нашел в воронежской земле артефакты, доказывающие, что и египетские фараоны, и египетский пантеон пришли в Египет из Черной Земли Воронежа, впервые была опубликована в 2003 году в журнале «НЛО/UFO», а позднее вошла в книгу «Певчие ада».
Щептенёв откомментировал это так::

О случайном совпадении речи быть не может, поскольку в фильме часто и со вкусом цитируют письма Ольденбургского Забелину, дневник Ольги Ольденбургской, якобы найденные в архивах, упоминают подземную лабораторию Петра Ольденбургского и т. д., — пишет Василий Щепетнев в своем открытом письме руководству телеканала «Россия — Культура». — Разумеется, и письма, и дневниковую запись, и лабораторию, и вообще всю историю я выдумал. Сочинил. По закону жанра. До этого их не существовало в природе. И Петр Ольденбургский археологией не занимался, покуда я не дал ему в руку лопату.

## Премии и номинации
Лауреат премии «Бронзовая улитка» (1999) в двух номинациях:
- малая форма — рассказ «Позолоченная рыбка»;
- средняя форма — повесть «Седьмая часть тьмы».